# パッション・フルーツ (曲)
「パッション・フルーツ」は、日本のバンド・フジファブリックの通算9枚目のシングル。

## 解説
- 前作より3か月ぶりのリリース。
- 10,000枚分の初回限定盤にのみ「Cheese Burger」が収録されている。

## 収録曲
| 全作詞: 志村正彦、全編曲: フジファブリック。 |                                   |          |            |      |
| #                                            | タイトル                          | 作詞     | 作曲       | 時間 |
| 1.                                           | 「パッション・フルーツ」          | 志村正彦 | 志村正彦   | 4:18 |
| 2.                                           | 「スパイダーとバレリーナ」        | 志村正彦 | 山内総一郎 | 3:03 |
| 3.                                           | 「Cheese Burger」(初回限定盤のみ) | 志村正彦 | 山内総一郎 | 1:05 |

1. パッション・フルーツ
  - テレビ神奈川『saku saku』2007年9月度エンディングテーマ
  - PVに出演している女性はチェルシー舞花、男性は野杁俊希。
2. スパイダーとバレリーナ
3. Cheese Burger
  - 10,000枚分の初回限定盤にのみ収録。
  - マクドナルドのラジオCMソング。
  - 現在のフジファブリックの楽曲で一番短い曲である。